# Pleioceras orientale
Pleioceras orientale là một loài thực vật thuộc họ Apocynaceae. Đây là loài đặc hữu của Mozambique.